# Inocybe duriuscula
Inocybe duriuscula är en svampart som beskrevs av Rea 1908. Inocybe duriuscula ingår i släktet Inocybe och familjen Inocybaceae.   Inga underarter finns listade i Catalogue of Life.